# 聯合國安全理事會第61號決議
《聯合國安理會61號決議》是1948年11月4日在聯合國安全理事會第377次會議通過的。這項決議決定聯合國安理會54號決議所設立的停火令繼續有效，直到巴勒斯坦未來狀況達到和平調整為止。為此安理會命令區域內各部隊撤退至1948年10月14日的陣地，並且隊不得越過由代理調解專員所定的臨時界線。安理會亦命令各方經由談判設立中立地帶，若談判破裂則地帶由調解專員決定。此決議亦成立一委員會，由安理會五個常任理事國及比利時和哥倫比亞組成，負責為調解專員提供意見；若任一方或雙方未能遵守此決議，則委員會需就聯合國憲章第七章向安理會提議所應採取的措施。
該決議烏克蘭蘇維埃社會主義共和國反對及蘇聯棄權下，以9票對1票通過。

## 外部連結
- 61號決議全文